# Mormonia insolabilis
Mormonia insolabilis là một loài bướm đêm trong họ Noctuidae.